# Старцев, Пётр Николаевич (писатель)
Пётр Никола́евич Ста́рцев — советский писатель, счетовод, бухгалтер, выходец из рабочей среды, член Алтайской краевой организации писателей с 1975 года.

## Биография
Пётр Старцев родился 12 июля 1923 года в Барнауле. Из-за болезни вынужден был оставить среднюю школу и переехать в город Душанбе, столицу Таджикской ССР. Работал счетоводом, а затем бухгалтером в детском санатории.
В 1942 году был призван в Красную Армию. Участвовал в боях рядовым стрелком, был разведчиком. С боями прошёл Украину, Румынию, Болгарию, Югославию и Венгрию. С 1947 года после демобилизации работал контролёром, а затем контрольным мастером на барнаульском заводе «Трансмаш» С 1954 по 1964 год — машинистом-компрессорщиком на комбинате «Химволокно».
Умер 17 августа 1994 года.

## Творчество
Первый рассказ Петра Старцева «Водолазы» был опубликован в 1958 году в многотиражной газете «Прогресс» За ним последовала публикация обратившего на себя внимание читателей лирического рассказа «Черемушка». Это произведение дало название книге, вышедшей в свет в 1960 году в Алтайском книжном издательстве.
Вслед за этим увидели свет его книги «Весной», «Серебряные острова», «К родным берегам», «Первый снег», «Рядовой», «Светлые
родники», «Шумели грозы», «Повести и рассказы», «Берег детства».
Наибольшей известностью пользовалась повесть Петра Николаевича «Рядовой», в которой война достоверно и
впечатляюще показана глазами очевидца. Действие повести происходит в трудные осенние дни 1942 года.
Автор умело лепит образ главного героя — деревенского паренька Алексея Торопыгина. Испытание военным
лихолетьем не сломили, а, наоборот, закалили характер, превратив штатского, мирного парня в настоящего
солдата.
Искренностью, лиризмом, теплотой выделяется повесть «Берег детства».

## Награды
Пётр Старцев награждён орденом Красной Звезды и многими медалями, в том числе «За освобождение
Белграда».